# Aeroporto de Shizuoka
Aeroporto de Shizuoka (静岡空港 Shizuoka Kūkō) (IATA: FSZ, ICAO: RJNS), também chamado de Aeroporto Shizuoka Mt. Fuji, está localizado na região da prefeitura de Shizuoka, Japão. 
Inaugurado em 4 de junho de 2009, o aeroporto tem serviço doméstico para Sapporo, Fukuoka, Naha (Okinawa), Komatsu, Kumamoto e Kagoshima. As rotas internacionais conectam-no a Ningbo, Seul, Taipei e Xangai.
O aeroporto está localizado nas localidades de Makinohara e Shimada. São 27 km (17 mi) a sudoeste da estação de Shizuoka [5] e cerca de 45 km (28 mi) de Hamamatsu, 80 km (50 mi) do Monte. Fuji, 130 km (81 mi) do aeroporto de Nagoia e 175 km (109 mi) de Tóquio em linha direta.

## História
Para permitir o crescimento nas viagens aéreas para Shizuoka, Hamamatsu e a área do Monte Fuji, e para preencher a lacuna entre os aeroportos de Tóquio e Nagoia, a prefeitura de Shizuoka comprou 190 hectares (470 acres) de terra para o aeroporto de Shizuoka. Uma das razões para a construção deste aeroporto nesta localização em particular é que os locais e os turistas não terão que confiar nos aeroportos gravemente congestionados da região de Tóquio.

## Acesso
Os ônibus administrados por três operadores conectam o aeroporto a várias estações ferroviárias. O tempo necessário para a viagem é de cerca de 55 minutos para a estação de Shizuoka, a 25 minutos da estação de Shimada, a 42 minutos da estação de Kakegawa, a caminho da Estação de Kikugawa, duas horas da estação de Hamamatsu e 215 minutos para a Estação de Kawaguchi, com serviço contínuo para o ônibus de Fujikyū Terminal perto de Fuji-Q Highland.
O Aeroporto de Shizuoka possui um estacionamento gratuito para 2.000 carros.
Enquanto a linha Tokaido Shinkansen viaja diretamente abaixo do aeroporto, não há estação de trem nem foram feitos planos para construir uma.